# Führer der Marine-Luftschiffe
Führer der Marine-Luftschiffe (F.d.L.), auch abgekürzt Führer der Luftschiffe, lautete in der Kaiserlichen Marine die Dienststelle des Befehlshabers der Waffe.

## Geschichte
Anfangs war die spätere Dienststelle des Führers der Marine-Luftschiffe noch im Befehlshaber der Marine-Luftfahrabteilung zusammengefasst. Im August 1914 war diese Dienststelle noch nicht im Marineplan vorgesehen, wurde später aber in Wilhelmshaven eingerichtet. Bis Oktober 1914 gehörten L 3, L 4 und L 5 zur Abteilung. Anschließend wurde die Anzahl der Luftschiffe stetig aufgebaut, welche dann aber auch immer mehr die Verluste ausgleichen musste. Es wurde eine Vielzahl von Standorten für die Luftschiffe aufgebaut. Bis Kriegsende waren es sieben, von zwischenzeitlich elf Standorten. Bei Kriegsende war der Führer der Luftschiffe in Nordholz bei Cuxhaven stationiert.
Am 24. und 25. April 1916 wurde durch die Luftschiffe unter der Führung des F.d.L. Ostengland angegriffen. Dabei kam L 16, L 17, L 20, L 21, L 23, L 13 und L 11 bei der Beschießung von Lowestoft und Great Yarmouth zum Einsatz.
Im Krieg gingen 63 Luftschiffe verloren. Nach Kriegsende wurden Mitte 1919 sieben Luftschiffe zerstört. 1920 wurden die folgenden neun Luftschiffe oder Teile davon an die Kriegsgewinner übergeben:
- SL 22,
- L 30 an Belgien,
- L 64 und L 70 an England,
- L 72 und LZ 113 an Frankreich,
- L 61 und Z 120 an Italien und
- L 37 an Japan.

Einziger Befehlshaber der Marine-Luftfahr-Abteilung und Führer der Marine-Luftschiffe war der Fregattenkapitän Peter Strasser.

## Verluste
Von Mitte Oktober 1914 bis Mitte Mai 1916 gingen die folgenden neunzehn Luftschiffe verloren:
- mussten Notlanden und die Besatzung wurde gefangen genommen (5): PL 19 (25. Januar 1915), L 3 und L 4 (17. Februar 1915), L 15 (1. April 1916), L 20 (3. Mai 1916)
- abgerüstet und abgewrackt (5): PL 6 (27. Dezember 1914), Victoria Luise (1. Oktober 1915), M IV (6. November 1915), SL 4 (11. Dezember 1915), PL 25 (13. März 1916)
- mussten notlanden und Schiff wurde abgewrackt (3): L 8 (5. März 1915), L 5 (6. August 1915), L 12 (10. August 1915)
- abgeschossen (2): L 19 (2. Februar 1916), L 7 (4. Mai 1916)
- Unfall oder Blitzschlag (2): L 10 (3. September 1915), SL 6 (18. November 1915)
- durch Unfall in der Halle zerstört (1): L 18 (17. November 1915)
- musste notlanden und die Besatzung wurde gerettet (1): SL 3 (1. Mai 1916)

Von Mitte Mai 1916 bis Kriegsende waren folgende 44 Luftschiffe betroffen:
- abgeschossen (12): L 32 (24. September 1916), L 31 (2. Oktober 1916), L 21 (28. November 1916), L 34 (28. November 1916), L 39 (17. März 1917), L 22 (14. Mai 1917), L 43 (14. Juni 1917), L 48 (17. Juni 1917), L 23 (21. August 1917), L 44 (20. Oktober 1917), L 70 (6. August 1918), L 53 (11. August 1918)
- durch Unfall in der Halle zerstört (10): L 6 und L 9 (beide 16. August 1916), L 17 und L 24 (beide 28. Dezember 1916), L 57 (7. Oktober 1917), L 46, L 47, L 51, L 58 und SL 20 (alle 5. Januar 1918)
- mussten notlanden und Schiff wurde abgewrackt (7): SL 12 (28. Dezember 1916), L 38 (29. Dezember 1916), L 36 (7. Februar 1917), SL 14 (11. Mai 1917), L 40 (17. Juni 1917), L 16 (19. Oktober 1917), L 55 (20. Oktober 1917)
- abgerüstet und abgewrackt (6): Sachsen (6. September 1916), L 11 und L 13 (beide 25. April 1917), L 25 (15. September 1917), SL 8 (20. November 1917), L 35 (September 1918)
- mussten notlanden und die Besatzung wurde gefangen genommen (4): L 33 (24. September 1916), L 45, L 49 und L 50 (alle 20. Oktober 1917)
- Unfall oder Blitzschlag (3): SL 9 (30. März 1917), L 59 (7. April 1918), L 62 (10. Mai 1918)
- durch Flieger in der Halle zerstört (2): L 54 und L 60 (beider 19. Juli 1918)

Nach Kriegsende wurden die folgenden sieben Luftschiffe in der Halle zerstört: L 14, L 41, L 42, L 63 und L 65 (alle am 23. Juni 1919), L 53 und L 56 (beide am 23. Juli 1919).

## Gliederung
Mitte Oktober 1914
- L 3, L 4, L 5[1]
- 1. Marine-Luftschiffabteilung (Nordholz bei Cuxhaven)
- I. Marine-Flieger-Abteilung (Holtenau)
- 2. Marine-Luftschiffabteilung (Wilhelmshaven)
- Freiwilliges Marine-Fliegerkorps (Johannisthal)

Mai 1916
- L 9, L 11, L 13, L 14, L 16, L 17, L 21, L 22, L 23[5]

- Marine-Luftschiffabteilung (Nordholz bei Cuxhaven)
- Schulschiffe: L 6 und Sachsen
- Marine-Luftschifftrupps:
  - Nr. I (Nordholz) mit einer Doppeldrehhalle, zwei Hallen und einer Doppelhalle
  - Nr. II (Fuhlsbüttel) mit einer Doppelhalle
  - Nr. III (Ahlhorn) mit vier Doppelhallen
  - Nr. IV (Hage) mit vier Hallen
  - Nr. V (Tondern) mit zwei Hallen und einer Doppelhalle
  - Nr. VI (Seerappen) mit einer Doppelhalle
  - Nr. VII (Seddin in Pommern) mit einer Halle und einer Doppelhalle
  - Nr. VIII (Düren) mit einer Halle
  - Nr. IX (Wainoden) mit einer Halle

Kriegsende 1918
- L 52, L 56, L 61, L 63, L 64, L 65, L 71, L 72, L 73[5]
- Schulschiffe: L 14 und L 22
- Marine-Luftschifftrupps:
  - Nr. I (Nordholz) mit einer Doppeldrehhalle, zwei kleine Hallen und drei Doppelhallen
  - Nr. II (Fuhlsbüttel) mit zwei Doppelhallen
  - Nr. IV (Wittmundhafen) mit zwei Doppelhallen
  - Nr. V (Tondern) mit einer Doppelhalle und einer kleinen Halle
  - Nr. VI (Seerappen) mit einer Doppelhalle: nur mit Wachkommando besetzt
  - Nr. VII (Seddin in Pommern) mit einer kleinen Halle und einer Doppelhalle: nur mit Wachkommando besetzt
  - Nr. XI (Wainoden) mit zwei Hallen: nur mit Wachkommando besetzt
- Eine Doppelhalle in Jüterbog
- Eine Halle in Wildeshausen
- Eine Doppelhalle in Düsseldorf: nur mit Wachkommando besetzt
- Eine Halle in Jambol in Bulgarien